# Alderson (Oklahoma)
Alderson es un pueblo ubicado en el condado de Pittsburg en el estado estadounidense de Oklahoma. En el año 2010 tenía una población de 304 habitantes y una densidad poblacional de 217,14 personas por km².

## Geografía
Alderson se encuentra ubicado en las coordenadas 34°54′4″N 95°41′33″O / 34.90111, -95.69250 (34.901111° -95.6925°).

## Demografía
Según la Oficina del Censo en 2000 los ingresos medios por hogar en la localidad eran de $23,750 y los ingresos medios por familia eran $31,250. Los hombres tenían unos ingresos medios de $23,750 frente a los $17,292 para las mujeres. La renta per cápita para la localidad era de $11,513. Alrededor del 20.0% de la población estaban por debajo del umbral de pobreza.

## Localidades cercanas
El siguiente diagrama muestra las localidades en un radio de 16 kilómetros alrededor de Alderson.